# Bacoor
Bacoor è una municipalità di prima classe delle Filippine, situata nella Provincia di Cavite, nella Regione di Calabarzon.
Bacoor è formata da 73 baranggay:
- Alima
- Aniban I
- Aniban II
- Aniban III
- Aniban IV
- Aniban V
- Banalo
- Bayanan
- Campo Santo
- Daang Bukid
- Digman
- Dulong Bayan
- Habay I
- Habay II
- Kaingin (Pob.)
- Ligas I
- Ligas II
- Ligas III
- Mabolo I
- Mabolo II
- Mabolo III
- Maliksi I
- Maliksi II
- Maliksi III
- Mambog I

- Mambog II
- Mambog III
- Mambog IV
- Mambog V
- Molino I
- Molino II
- Molino III
- Molino IV
- Molino V
- Molino VI
- Molino VII
- Niog I
- Niog II
- Niog III
- P.F. Espiritu I (Panapaan)
- P.F. Espiritu II
- P.F. Espiritu III
- P.F. Espiritu IV
- P.F. Espiritu V
- P.F. Espiritu VI
- P.F. Espiritu VII
- P.F. Espiritu VIII
- Queens Row Central
- Queens Row East

- Queens Row West
- Real I
- Real II
- Salinas I
- Salinas II
- Salinas III
- Salinas IV
- San Nicolas I
- San Nicolas II
- San Nicolas III
- Sineguelasan
- Tabing Dagat
- Talaba I
- Talaba II
- Talaba III
- Talaba IV
- Talaba V
- Talaba VI
- Talaba VII
- Zapote I
- Zapote II
- Zapote III
- Zapote IV
- Zapote V